# Highland (együttes)
A Highland egy német dance, hiphopegyüttes volt. Zenéjükben énekelnek olaszul, latinul is, valamint rap is van benne, angolul. Az együttes tagjai: Nicole Heiland énekesnő, és két rapper, Dean Burke, valamint Patrice 'Lady Scar' Gansau. A zenei producereik, és íróik Mike Michaels, Mark 'MM' Dollar és Mark Tabak, akik olyan együttesek mögött is állnak, mint a Music Instructor, a The Boyz vagy az Ayman. Dean Burke korábban már dolgozott együtt a Music Instructorral és a Lunaticsszal is. Maga a Highland csak egy pár évig létezett akkoriban.
Az első kislemezük, a Bella Stella 1999-ben jött ki és egyből sláger lett. 2000-ben kiadták a hasonló című első nagylemezüket, és további három kislemezt, a Se Tu Vuoi-t, a Solo Tu-t és a Veni Vidi Vici-t. Mind a három ugyanazt a sémát követte, olasz éneklés hiphop és elektronikus zenével fűszerezve.
2001-ben egy újabb kislemezt jelentettek meg Magic Fortuna címmel, amely Carl Orff Carmina Buranajából a híres O Fortuna szám feldolgozása volt. A legnagyobb különbség a Bella Stella album és e szám között az volt, hogy nem volt benne rap és az egész szám latin nyelvű volt. Ezután egy jó pár évig nem hallattak magukról.
2008-ban visszatértek, és kiadták a második nagylemezüket, melynek címe Dimmi Perché lett. 12 dalt tartalmaz az album, amelyből 4 korábbi számok újrafeldolgozása a rap elemek nélkül, és 8 vadonatúj dal is található a lemezen. Dean Burke szerepel a lemezen, viszont Patrice Gansau már nem. Az új lemez dalai sok újdonságot mutatnak a korábbiakhoz képest, és némelyik hasonlít a Lesiëm nevű, hasonló zenét játszó német együtteséhez.

## Diszkográfia
- Bella Stella (2000)
- Dimmi Perché (2008)

### Kislemezek
- Bella Stella (1999)
- Se Tu Vuoi (2000)
- Solo Tu (2000)
- Veni Vidi Vici (2001)
- Magic Fortuna (2001)

### Albumok
- Bella Stella (2000)
  1. Bella Stella
  2. Solo Tu
  3. Veni Vidi Vici
  4. Se Tu Vuoi
  5. Salva Mi
  6. Tu Con Me
  7. Che Sara
  8. Angelo
  9. Quo Vadis
  10. La Verita
  11. Piano Piano
  12. E Musica
- Dimmi Perché (2008)
  1. Dimmi Perché
  2. Under Blue Sky (Pod Nebom Golubym)
  3. Ave Maria
  4. Bella Stella (New Version)
  5. Eternita
  6. Cometa Magica
  7. Se Tu Vuoi (New Version)
  8. Kyrie Eleison
  9. Magic Fortuna (New Version)
  10. Occhi Blue
  11. Figlia De La Luna
  12. Veni, Vidi, Vici (New Version)

### Videók
- Bella Stella
- Magic Fortuna
- Se Tu Vuoi
- Solo Tu
- Veni Vidi Vici